# Charles Martinet
Pour les articles homonymes, voir Martinet.
Charles Martinet, né le 17 septembre 1955 à San José en Californie, est un acteur américain.
Il est célèbre pour avoir prêté sa voix à Mario, mascotte de la firme de jeu vidéo Nintendo, du début des années 1990 jusqu'à 2023. Il interprète également d'autres personnages, comme Luigi, Wario, Waluigi, Bébé Mario, Bébé Luigi et Papy Champi. En 2023, il annonce qu'il ne sera plus la voix du célèbre plombier italien à la suite de quoi il fut nommé « Mario Ambassador ».

## Jeunesse et origines
Martinet est d'origine française et parle couramment français et espagnol. Sa famille déménage à Barcelone à ses 12 ans puis plus tard à Paris. Il passe sa scolarité à l'American School of Paris et en sort diplômé en 1974.[réf. nécessaire]
Il étudie ensuite à l'Université de Californie à Berkeley, où il prévoit initialement d'étudier le droit international. En dernière année, il décide d'interrompre ses études après qu'un tuteur lui demande de « régurgiter l'information qu'il a écrit dans son livre, chapitre par chapitre ». Un ami lui suggère de prendre des cours de comédie pour combattre sa peur de parler en public. Son premier rôle est un monologue tiré de Spoon River Anthology. Finalement, il décrocha un contrat d'apprentissage au Berkeley Repertory Theatre. Après y avoir étudié plusieurs années, Martinet se rend à Londres pour intégrer le Drama Studio London, où il s'y découvre plusieurs capacités, dont un talent pour les accents et les dialectes. De retour en Californie, il rejoint à nouveau le Berkeley Repertory Theatre. Il devient membre fondateur du San Jose Repertory Theatre pendant quatre ans.

## Carrière
Travaillant avec Nintendo depuis 1987, Martinet commença à interpréter Mario sur divers salons de jeux vidéo dans une attraction appelée Mario in Real-Time, qui consistait en une télévision sur laquelle était affichée la tête de Mario en 3D dont la bouche bougeait en même temps que celle de Martinet grâce à un système de capture de mouvement, Martinet pouvant voir les visiteurs à l'aide d'une caméra cachée. Ce système de marionnette virtuelle, associé à la performance de comédien de Martinet, était novateur à l'époque.
Martinet fut prévenu par un de ses amis qu'une audition allait avoir lieu à un salon et pour laquelle on demandait de « parler aux gens en tant que plombier ». Se rendant à l'audition à la dernière minute alors que l'équipe rangeait déjà l'équipement, Charles Martinet demanda s'il pouvait tout de même se faire auditionner. Les producteurs acceptèrent et lui dirent : « Vous êtes un plombier italien vivant à Brooklyn ». Au départ, Martinet prévoyait de parler tel un immigré italien stéréotypé avec une voix profonde et rauque mais se dit alors que ce serait trop agressif à l'oreille des enfants et se fit alors une voix plus douce et amicale, donnant ce qui est aujourd'hui la voix de Mario. Martinet a déclaré qu'il a continué à parler avec cette voix jusqu'à la fin de la bande d'enregistrement.
Sa carrière de comédien pour les jeux vidéo commença en 1995 avec Mario's FUNdamentals, édité par Interplay Entertainment pour Windows. Néanmoins, le jeu ayant réellement fait connaître la voix de Mario aura été Super Mario 64. Martinet a interprété Mario, Luigi, Wario, Waluigi, Toad, Bébé Mario, et Bébé Luigi dans la plupart des jeux où ils parlent. Il a également prêté sa voix aux ennemis Wart, Mouser, Tryclyde, et Clawgrip dans Super Mario Advance. Son interprétation apparait dans toutes les versions des jeux, aussi bien américaines qu'européennes ou japonaises, quand bien même qu'il enregistre toujours en anglais (sans compter les quelques références italiennes des personnages).
Hors Mario, Martinet fait la voix des boxeurs et de l'annonceur du titre Super Punch-Out!! sorti sur Super Nintendo, ainsi que sur la voix du personnage Vigoro de Skies of Arcadia, RPG sorti sur Dreamcast puis sur GameCube. Il se cache également derrière la voix d'Homonculus dans le jeu Shadow of Destiny sur PlayStation 2, Xbox et Windows, celle de Fowl Mouth dans Cel Damage, ou encore celle du dragon Paarthurnax dans The Elder Scrolls V: Skyrim. Il enregistre aussi dans des séries de jeux éducatifs Lapin malin (Reader Rabbit en version originale), The Cluefinders ou encore les LeapFrog.
Martinet a prété sa voix à divers spots publicitaires ou dessins animés. Au salon de l'E3 en 2005, on peut le voir errer virtuellement dans le village de la démo jouable d’Animal Crossing: Wild World. Martinet reprit sa voix de Mario dans le jeu Pac-Man Vs. sur GameCube en tant qu'annonceur.
Le 14 décembre 2018, il est inscrit dans le Livre Guinness des records pour avoir effectué le plus d'enregistrement pour un seul personnage de jeu vidéo avec Mario. Il a en effet prêté sa voix au personnage 100 fois, un seuil qu’il a atteint avec Super Smash Bros. Ultimate,.
Le 21 août 2023, Nintendo annonce que Charles Martinet cessera de prêter sa voix à Mario et aux autres personnages qu'il interprétait afin d'être dès lors « Mario Ambassador »…

## Ludographie
- 1995 : Mario Teaches Typing (en) version CD (voix de Mario)
- 1995 : Mario's FUNdamentals (voix de Mario)
- 1995 : Solar Eclipse (en) (voix de Spinner)
- 1996 : Super Mario 64 (voix de Mario)
- 1996 : Mario Kart 64 (voix de Mario, Luigi et Wario)
- 1997 : Mario Teaches Typing 2 (en) (voix de Mario)
- 1998 : Mario Party (voix de Mario, Luigi et Wario)
- 1999 : Rising Zan: The Samurai Gunman (en) (voix de Maître Suzuki)
- 1999 : Star Wars: X-Wing Alliance (voix de l'Amiral Holtz)
- 1999 : Super Smash Bros. (voix de Mario, Luigi)
- 1999 : Mario Golf (voix de Mario, Luigi, Wario)
- 1999 : Carmen Sandiego's Great Chase Through Time (en) (voix de William Shakespeare/Ludwig van Beethoven)
- 1999 : Slave Zero (en) (voix d'une personne âgée, Sangonar)
- 1999 : Mario Party 2 (voix de Mario, Luigi, Wario)
- 2000 : Mario Tennis (voix de Mario, Luigi, Wario et Waluigi)
- 2000 : Skies of Arcadia Legends (voix de Vigoro)
- 2000 : Mario Party 3 (voix de Mario, Luigi, Wario, Waluigi)
- 2001 : Shadow of Destiny (voix de Homunculus)
- 2001 : Star Wars: Galactic Battlegrounds (voix de 2-1B, AT-AT et OOM-9)
- 2001 : Wario Land 4 (voix de Wario)
- 2001 : Super Mario Advance (voix de Mario, Luigi, Wart, Clawgrip, Tryclyde, Mouser)
- 2001 : Luigi's Mansion (voix de Luigi, Mario)
- 2001 : Cel Damage (voix de plusieurs personnages dont Fowl Mouth)
- 2001 : Super Mario World: Super Mario Advance 2 (voix de Mario, Luigi)
- 2002 : Super Mario Sunshine (voix de Mario et Papy Champi)
- 2002 : Mario Party 4 (voix de Mario, Luigi, Wario, Waluigi)
- 2002 : Jet Set Radio Future (voix de Gouji Rokkaku)
- 2002 : Star Wars Jedi Knight II: Jedi Outcast (voix de Clone 2, civil mâle, officier de L'Empire 2)
- 2002 : Super Smash Bros. Melee (voix de Mario, Luigi, Dr Mario)
- 2002 : Mario Party 5 (voix de Mario, Luigi, Wario et Waluigi)
- 2003 : Mario Golf: Toadstool Tour (voix de Mario, Luigi, Wario, Waluigi)
- 2003 : WarioWare, Inc.: Minigame Mania (voix de Wario)
- 2003 : Mario Kart: Double Dash!! (voix de Mario, Luigi, Wario, Waluigi, Baby Mario et Baby Luigi)
- 2003 : WarioWare, Inc.: Mega Party Game$! (voix de Wario)
- 2003 : Gladius (voix de Voix additionnelles)
- 2003 : Shinobi (remix) (voix de Voix)
- 2003 : Wario World (voix de Wario)
- 2003 : Mario and Luigi: Superstar Saga (voix de Mario, Luigi)
- 2003 : Super Mario Advance 4: Super Mario Bros. 3 (voix de Mario, Luigi)
- 2003 : Le Seigneur des anneaux : Le Retour du roi (voix de figuration)
- 2004 : Mario Golf: Advance Tour (voix de Mario, Luigi, Wario, Waluigi)
- 2004 : Paper Mario : La Porte Millénaire (voix de Mario)
- 2004 : Mario vs. Donkey Kong (voix de Mario)
- 2004 : Super Mario 64 DS (voix de Mario, Luigi, Wario)
- 2004 : Mario Power Tennis (voix de Mario, Luigi, Wario, Waluigi)
- 2004 : Super Mario Ball (voix de Mario)
- 2005 : Mario Party 6 (voix de Mario, Luigi, Wario, Waluigi)
- 2005 : Mario Kart DS (voix de Mario, Luigi, Wario et Waluigi)
- 2005 : WarioWare: Twisted! (voix de Wario)
- 2005 : Yoshi Touch and Go (voix de Baby Mario, Baby Luigi)
- 2005 : WarioWare: Touched! (voix de Wario)
- 2005 : Super Mario Strikers (voix de Mario, Luigi, Wario, Waluigi)
- 2005 : Mario and Luigi: Partners in Time (voix de Mario, Luigi, Baby Mario, Baby Luigi)
- 2005 : Mario Kart Arcade GP (voix de Mario, Luigi, Wario, Waluigi)
- 2005 : SSX on Tour (voix de Mario, Luigi)
- 2005 : Mario Superstar Baseball (voix de Mario, Luigi, Baby Mario, Baby Luigi, Wario, Waluigi, Papi Champi)
- 2006 : Mario Party 7 (voix de Mario, Luigi, Wario, Waluigi)
- 2006 : Super Princess Peach (voix de Mario)
- 2006 : New Super Mario Bros. (voix de Mario et Luigi)
- 2006 : Mario vs. Donkey Kong 2 : La Marche des Mini (voix de Mario et des mini Mario)
- 2007 : World in Conflict (voix de figuration)
- 2007 : Mario Party 8 (voix de Mario, Luigi, Wario, Waluigi)
- 2007 : Super Mario Galaxy (voix de Mario et Luigi)
- 2007 : Mario Party DS (voix de Mario, Luigi, Wario, Waluigi)
- 2007 : Mario et Sonic aux Jeux olympiques (voix de Mario, Luigi, Wario, Waluigi)
- 2007 : Mario Strikers Charged (voix de Mario, Luigi, Wario, Waluigi)
- 2007 : Super Paper Mario (voix de Mario, Luigi)
- 2007 : WarioWare: Smooth Moves (voix de Wario)
- 2008 : Mario Kart Wii (voix de Mario, Luigi, Wario, Waluigi, Bébé Mario et Bébé Luigi)
- 2008 : Super Smash Bros. Brawl (voix de Mario, Luigi Wario et Waluigi)
- 2008 : Dr. Mario et Bactéricide (voix de Dr Mario)
- 2008 : Super Mario Stadium Baseball (voix de Mario, Luigi, Wario, Waluigi, Baby Mario et Baby Luigi)
- 2008 : Wario Land: The Shake Dimension (voix de Wario)
- 2009 : Mario et Sonic aux Jeux olympiques d'hiver (voix de Mario, Luigi, Wario, Waluigi)
- 2009 : New Super Mario Bros. Wii (voix de Mario, Luigi)
- 2009 : Ratchet and Clank: A Crack in Time (voix d'Orvus)
- 2009 : Mario & Luigi: Bowser's Inside Story (voix de Mario et Luigi)
- 2010 : Resonance of Fate (voix du cardinal Lagarfeld)
- 2010 : Super Mario Galaxy 2 (voix de Mario et Luigi)
- 2010 : Mario vs. Donkey Kong : Pagaille à Mini-Land ! (voix de Mario et des mini Mario)
- 2011 : Mario Sports Mix (voix de Mario, Luigi, Wario, Waluigi)
- 2011 : Super Mario 3D Land (voix de Mario et Luigi)
- 2011 : The Elder Scrolls V: Skyrim (voix de Paarthurnax)
- 2012 : Mario Party 9 (voix de Mario, Luigi, Wario, Waluigi)
- 2012 : New Super Mario Bros. 2 (voix de Mario et Luigi)
- 2012 : New Super Mario Bros. U (voix de Mario et Luigi)
- 2013 : Bit.Trip Presents Runner 2: Future Legend of Rhythm Alien (voix du narrateur)
- 2013-2024 : Luigi's Mansion 2 (voix de Luigi et Mario)
- 2013 : Mario and Luigi: Dream Team Bros. (voix de Mario et Luigi)
- 2013-2021 : Super Mario 3D World (voix de Mario et Luigi)
- 2013 : Mario et Sonic aux Jeux olympiques d'hiver de Sotchi 2014 (voix de Mario, Luigi, Wario et Waluigi)
- 2014 : Mario Party: Island Tour (voix de Mario, Luigi, Wario et Waluigi)
- 2014 : Mario Kart 8 (voix de Mario, Luigi, Wario, Waluigi, Métal Mario, Bébé Luigi et Bébé Mario)
- 2014 : Super Smash Bros. for Nintendo 3DS / for Wii U (voix de Mario, Dr. Mario, Luigi, Wario et Waluigi)
- 2015 : Mario vs. Donkey Kong: Tipping Stars (voix de Mario, mini Mario et mini Luigi)
- 2015 : Mario Party 10 (voix de Mario, Luigi, Wario et Waluigi)
- 2015-2016 : Super Mario Maker / for Nintendo 3DS (voix de Mario)
- 2016 : Super Mario Run (voix de Mario et Luigi)
- 2016 : Mario et Sonic aux Jeux olympiques de Rio 2016 (voix de Mario, Luigi, Wario et Waluigi)
- 2017 : Mario + The Lapins Crétins: Kingdom Battle (voix de Mario et Luigi)
- 2017 : Super Mario Odyssey (voix de Mario et Luigi)
- 2018 : WarioWare Gold (voix anglophone de Wario)
- 2018 : Runner3 (en) (voix du narrateur)
- 2018 : Super Mario Party (voix de Mario, Luigi, Wario et Waluigi)
- 2018 : Super Smash Bros. Ultimate (voix de Mario, Luigi, Wario et Waluigi)
- 2019 : Luigi's Mansion 3 (voix de Luigi et Mario)
- 2019 : Super Mario Maker 2 (voix de Mario et Luigi)
- 2019 : Dr. Mario World (voix de Dr. Mario, Dr. Luigi, Dr. Wario, Dr. Waluigi, Dr. Bébé Mario, Dr. Bébé Luigi et Dr. Bébé Waluigi)
- 2019 : Mario Kart Tour (voix de Mario, Luigi, Wario, Waluigi, Bébé Mario et Bébé Luigi)
- 2019 : Mario et Sonic aux Jeux olympiques de Tokyo 2020 (voix de Mario, Luigi, Wario et Waluigi)
- 2020 : Super Mario 3D All-Stars (voix de Mario et Luigi)
- 2020 : Mario Kart Live: Home Circuit (voix de Mario et Luigi)
- 2021 : Bowser's Fury (voix de Mario)
- 2021 : Mario Golf: Super Rush (voix de Mario, Luigi, Wario et Waluigi)
- 2021 : WarioWare: Get It Together (voix anglophone de Wario)
- 2021 : Mario Party Superstars (voix de Mario, Luigi, Wario et Waluigi)
- 2022 : Mario Strikers: Battle League Football (voix de Mario, Luigi, Wario et Waluigi)
- 2022 : Mario + The Lapins Crétins: Sparks of Hope (voix de Mario et Luigi)

## Filmographie
- 1986 : Brotherhood of Justice : le député
- 1995 : Neuf mois aussi : Arnie
- 1997 : The Game : le père de Nicholas
- 1998 : Sheer Passion : Lou
- 2020 : High Score : L'Âge d'or du gaming : le narrateur
- 2022 : Dragon Ball Super: Super Hero : Commandant Magenta (voix, version anglaise)
- 2023 : Super Mario Bros. le film d'Aaron Horvath et Michael Jelenic : le père de Mario et Giuseppe (voix, version originale et version française)